# Reichsführer-SS
Reichsführer-SS (dosł. wódz SS Rzeszy), również Reichsführer – najwyższy stopień paramilitarny w niemieckiej SS, przysługujący głównodowodzącemu formacji.

## Historia
Początkowo, kiedy SS było podporządkowane SA, Reichsführer-SS nie posiadał insygniów osobnych dla swej rangi. Dopiero po „nocy długich noży” SS, wyzwoliwszy się spod nadzoru SA jako pełnoprawna jednostka paramilitarna Rzeszy, uzyskała odpowiedni jej statusowi stopień dowódcy.
Ranga ta jest znana jako tytuł Heinricha Himmlera. W historii było łącznie czterech Reichsführerów-SS, ale to trzeci, Heinrich Himmler, był nim na tyle długo i efektywnie, by w powszechnej opinii Reichsführer-SS był używany wymiennie z jego imieniem. Himmler był także jedynym Reichsführerem-SS, który nosił oznaki swojego stopnia. Na patce kołnierzowej, powstałej w 1934, były umieszczone trzy liście dębu otoczone wieńcem laurowym. Do końca wojny przechodziły jedynie nieznaczne modyfikacje.

## Lista noszących stopień
- Joseph Berchtold (1926–1927)
- Erhard Heiden (1927–1929)
- Heinrich Himmler (1929–1945)
- Karl Hanke (1945)